# Redłowo
Redłowo (kašubsky Wësoké Redłowò, německy Hochredlau) je přímořská předměstská čtvrť města Gdyně, která se nachází na pobřeží Gdaňského zálivu Baltského moře v Pomořském vojvodství v Polsku. Ve východní části se nalézá přírodní rezervace Redlowská kopa (Rezerwat przyrody Kępa Redłowska) s populárním útesem Klif Orłowski a klidnějšími písečnými plážemi. Dalším zajímavým místem je kostel Milosrdného Krista (kościół Chrystusa Miłosiernego) a science centrum Centrum Nauki Experyment. V místě se také nachází vlakové nádraží Gdynia Redłowo. Jižní hranici Redłowa tvoří gdaňská čtvrť Orłowo a na její části je řeka Kacza.
Původ názvu Redłowo se spojuje s kašubským slovem Redło (polsky Radło, česky Rádlo na orání). Značná část Redłowa je porostlá lesem Kępa Redłowska.
První písemná zmínka o Redłowu pochází z roku 1253.
V místě jsou také zbytky fortifikací z 2. světové války.

## Galerie

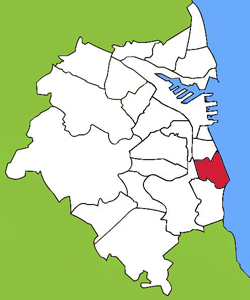
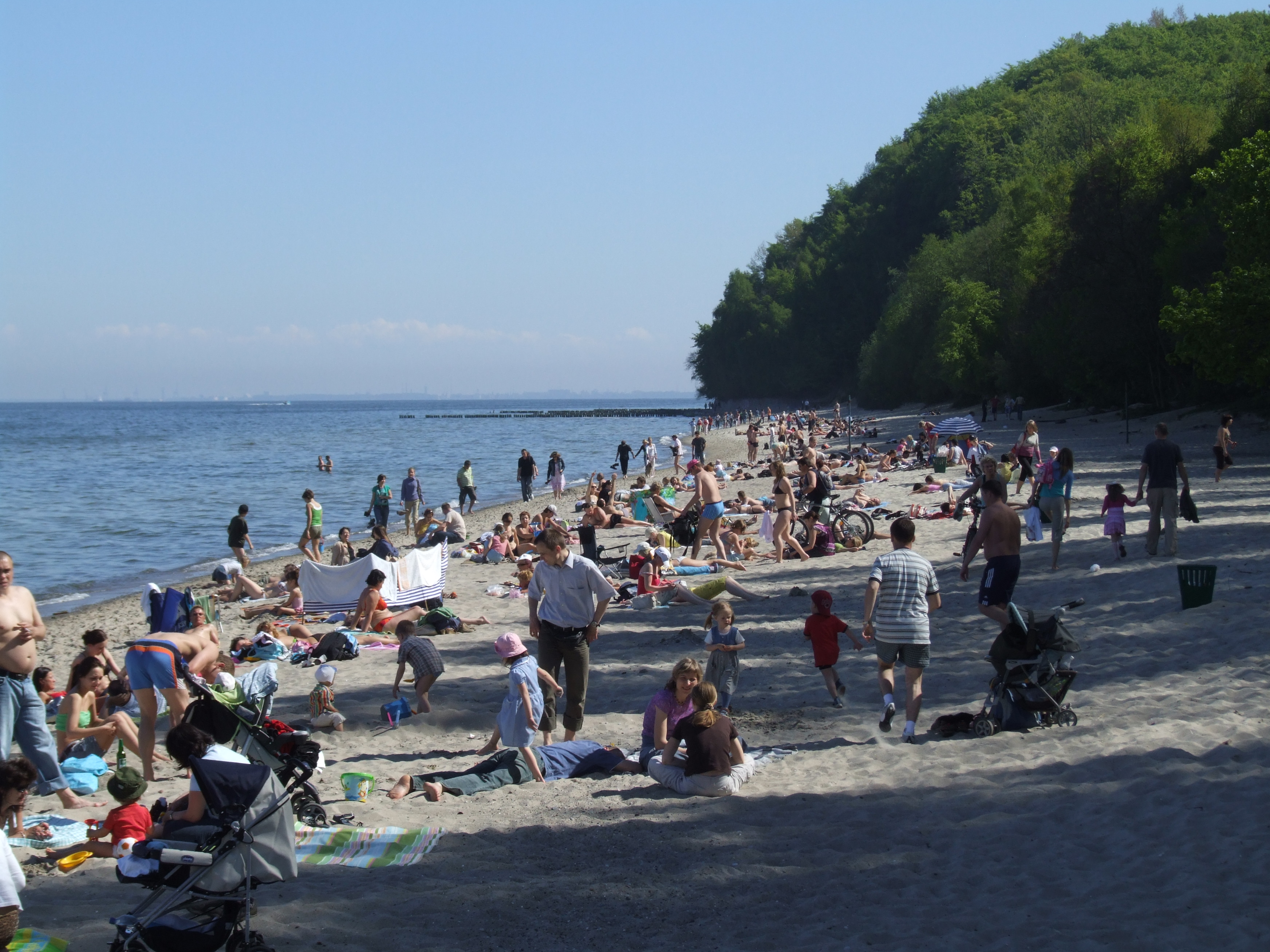
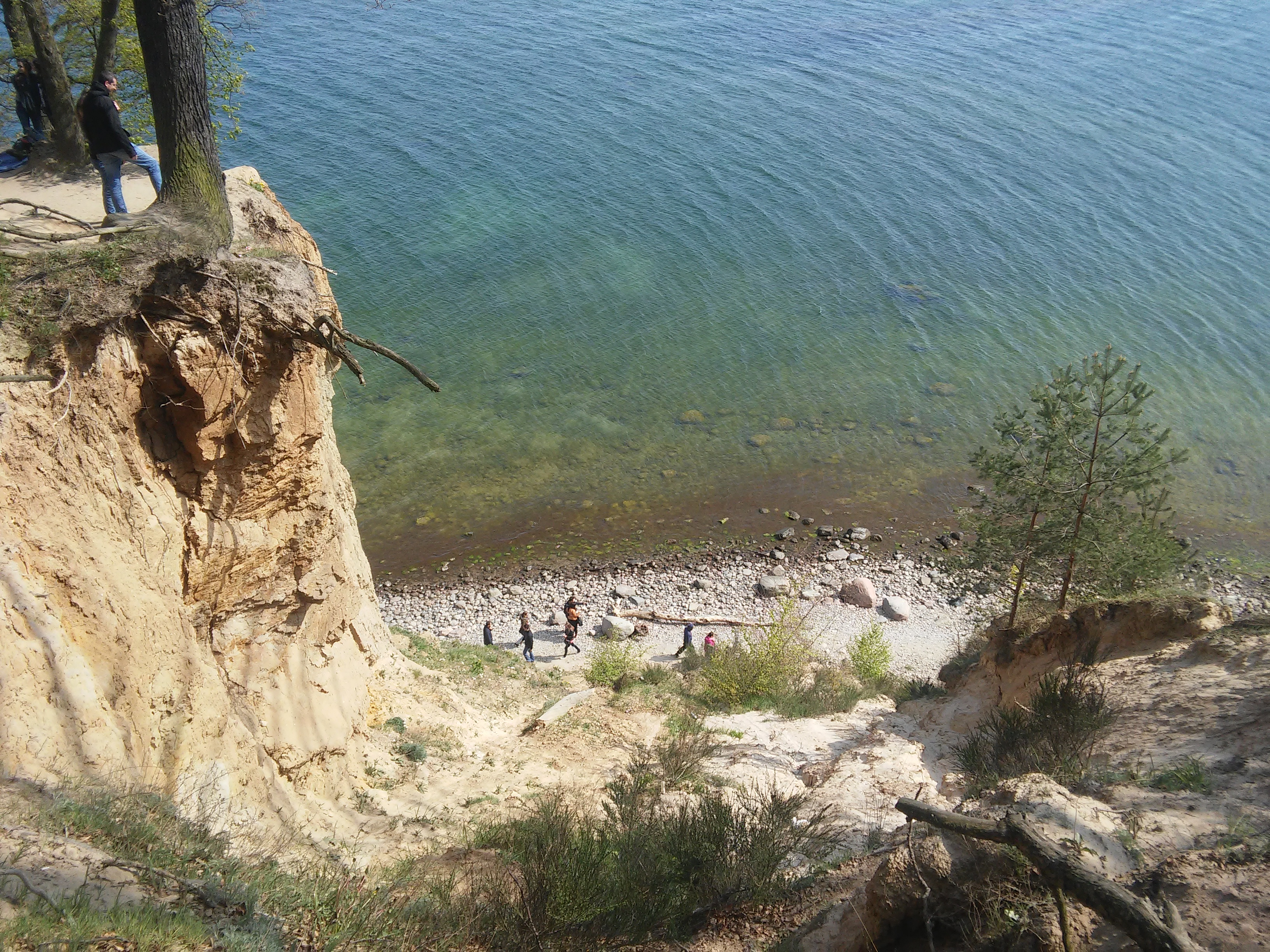
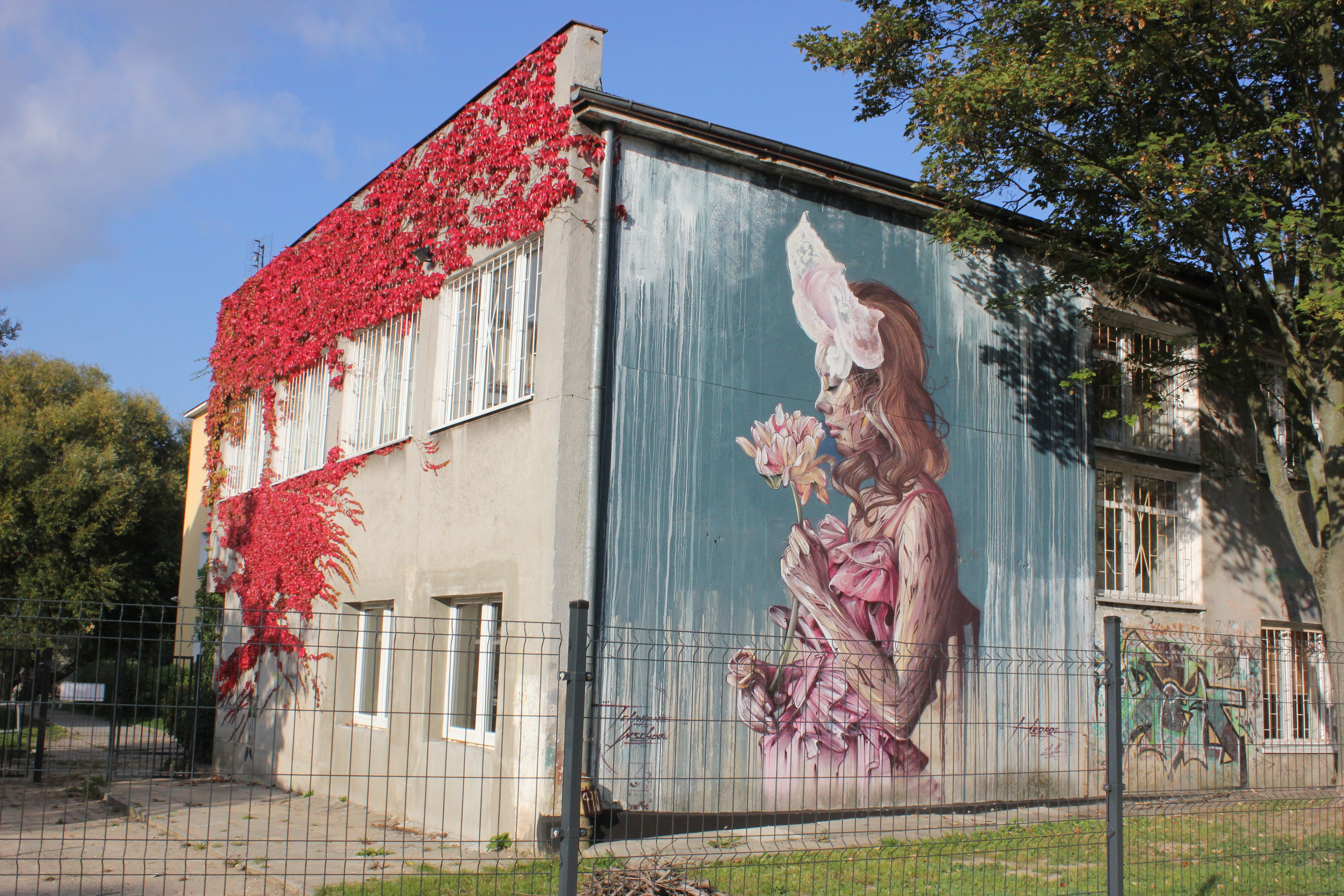
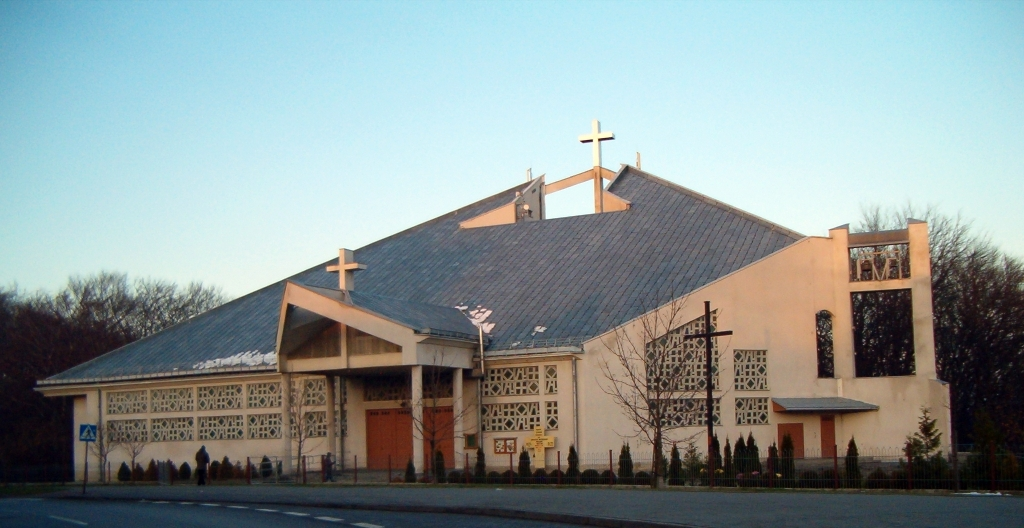
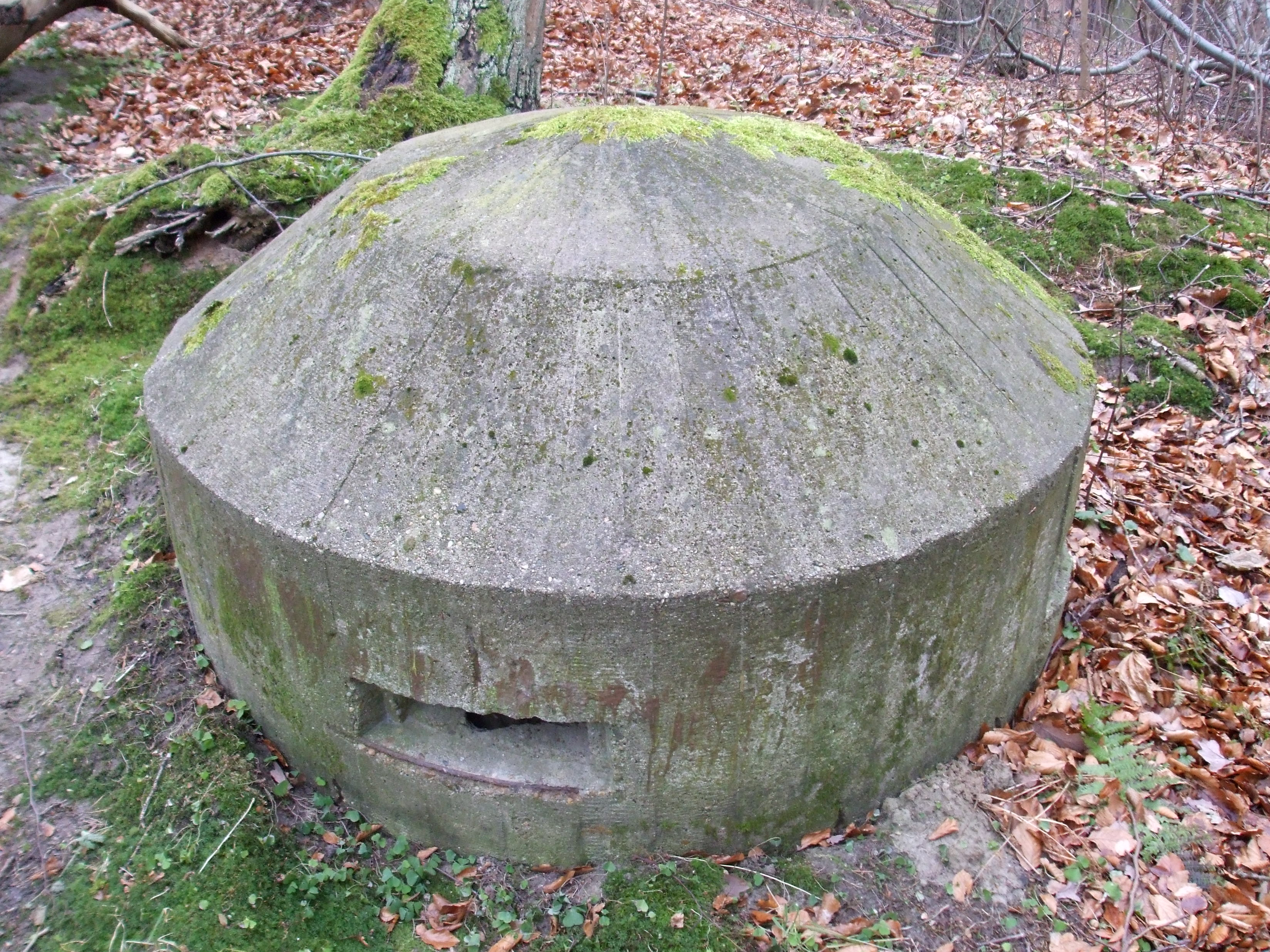
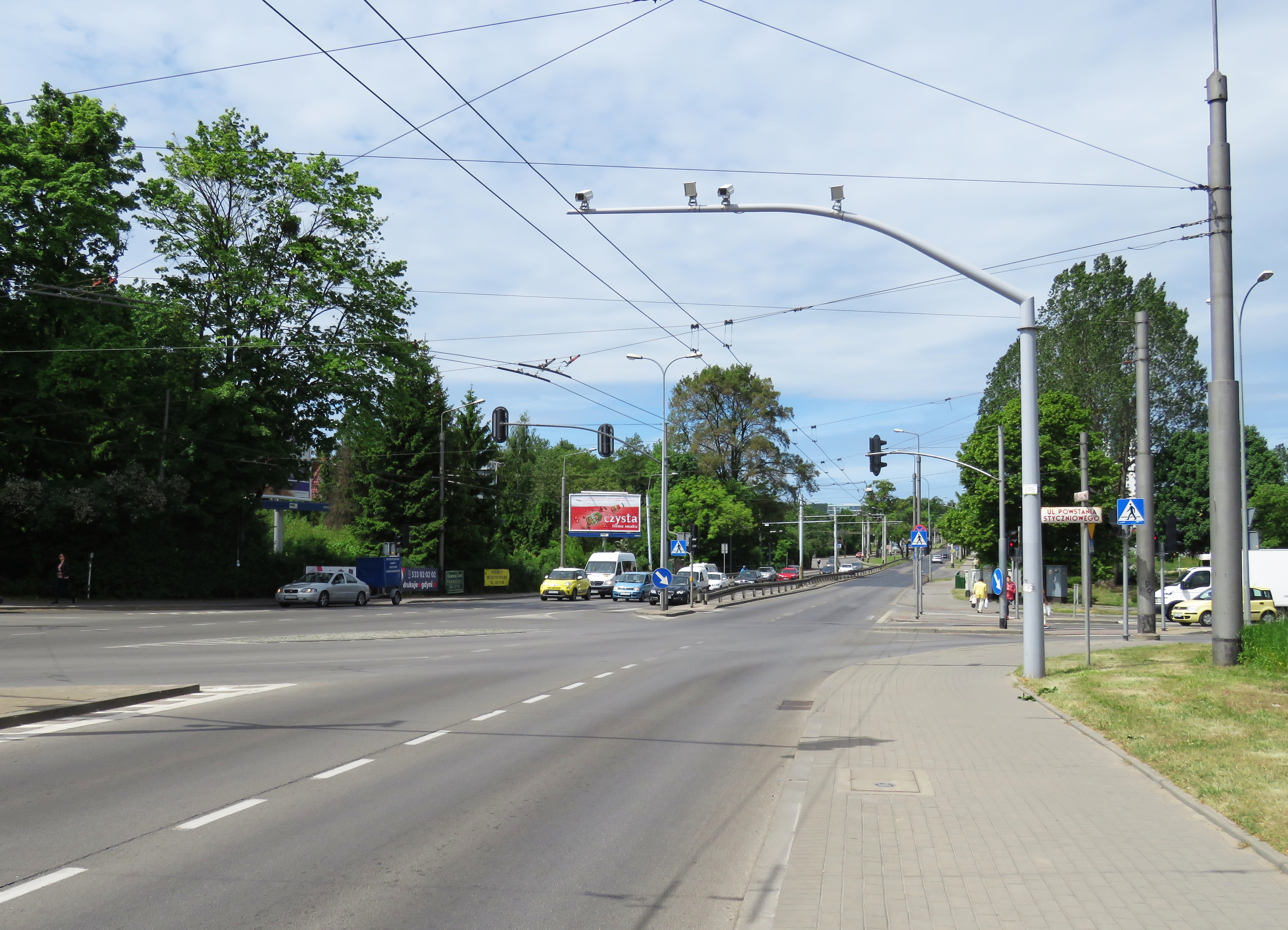
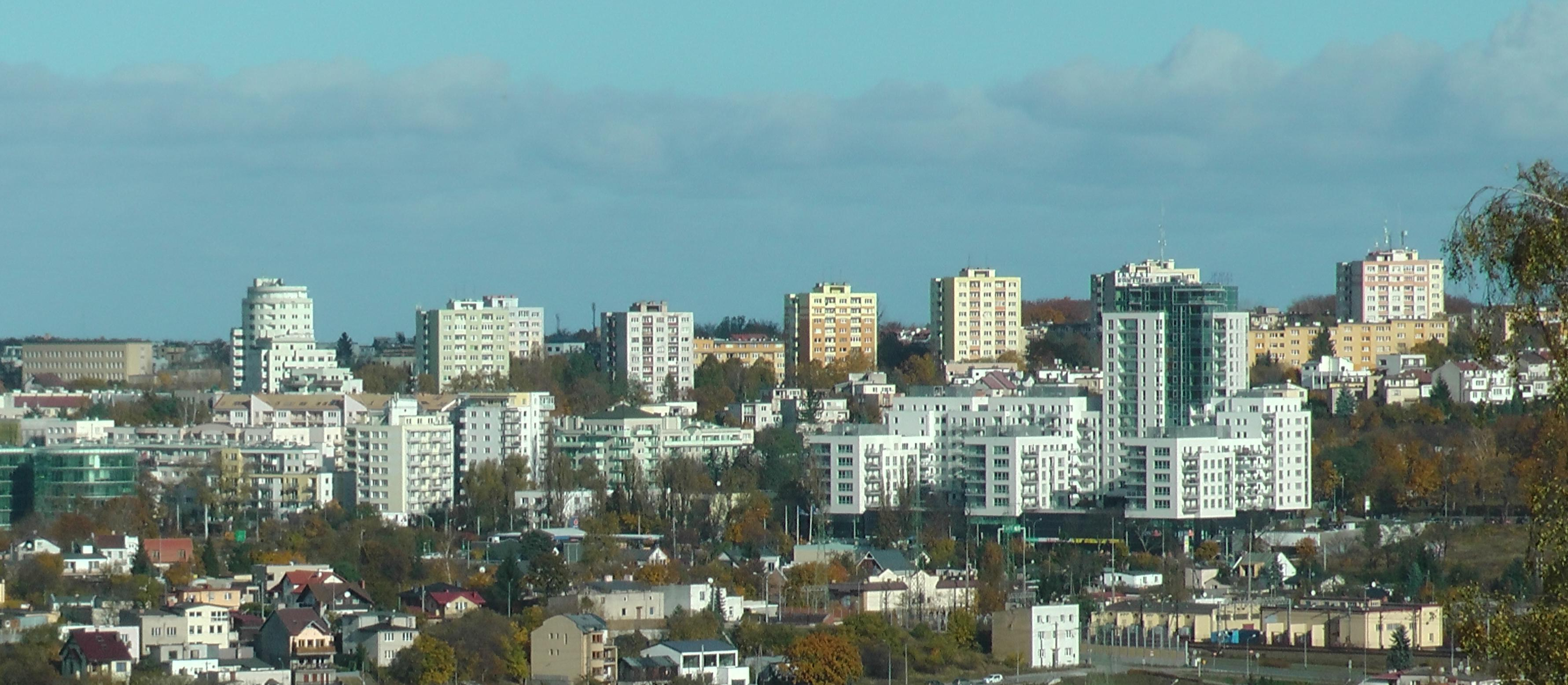
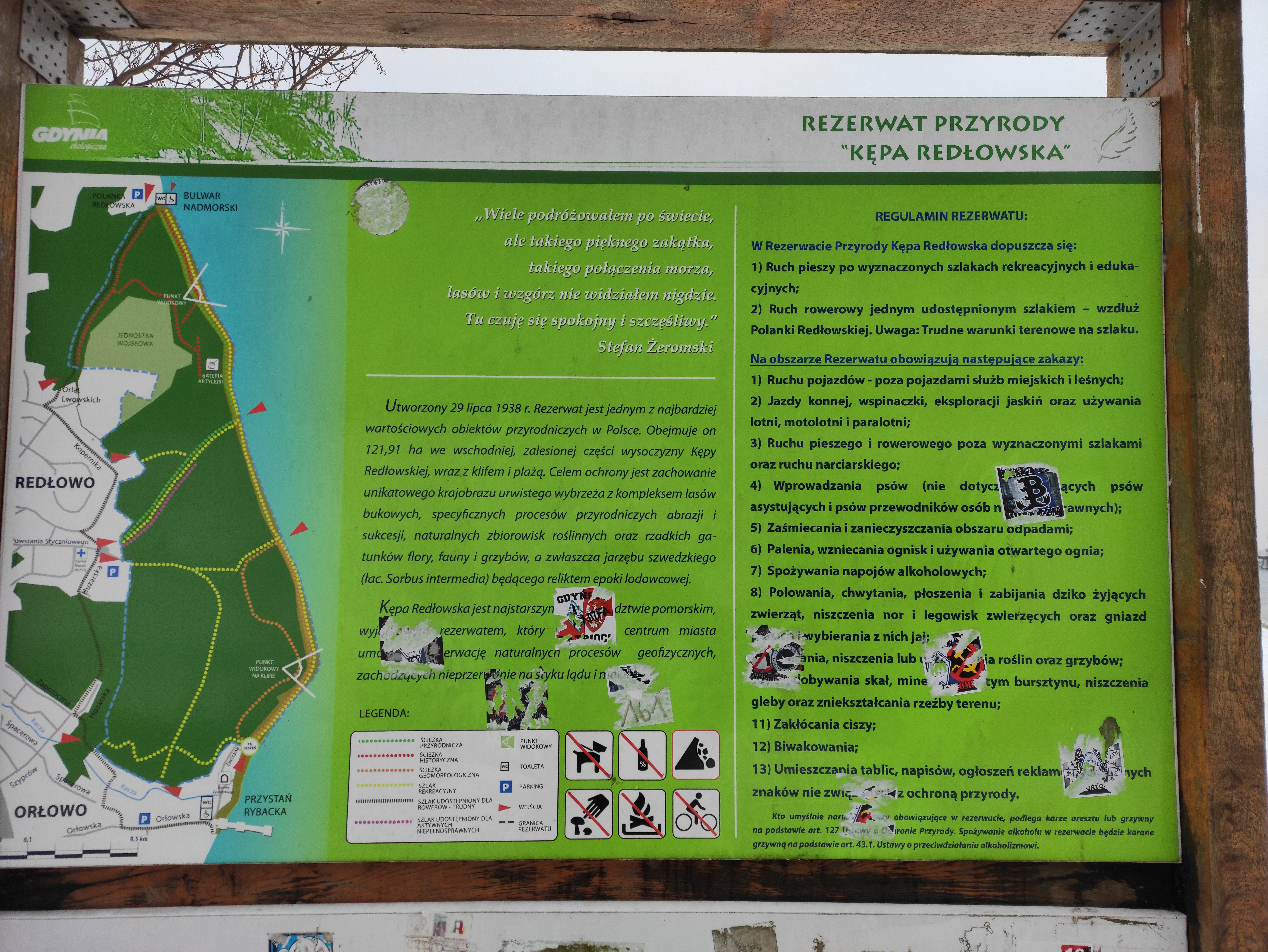